# علی یارزاده
علی یارزاده (زادهٔ ۱۵ اکتبر ۱۹۸۵) یک بازیکن فوتبال اهل افغانستان است.
از باشگاه‌هایی که در آن بازی کرده‌است می‌توان به باشگاه فوتبال طوفان هریرود اشاره کرد.
وی همچنین در تیم ملی فوتبال افغانستان بازی کرده‌است.